# Ruth von Mayenburg
Ruth von Mayenburg (ur. 1 lipca 1907 r. w Srbicach, zm. 26 czerwca 1993 r. w Wiedniu) – austriacka pisarka, tłumaczka i działaczka polityczna, agentka wywiadu radzieckiego.

## Życiorys
Córka dyrektora kopalni węgla w Czechach. Jej wuj Ottomar von Mayenburg był aptekarzem i wynalazcą pasty do zębów Clorodont, co pozwoliło mu zarobić fortunę. Urodzona w arystokratycznej i zamożnej rodzinie, w wieku 23 lat była zaręczona z Alexandrem-Edzardem von Assenburg-Neidorfem, jednak zerwała zaręczyny. W Wiedniu wyszła za mąż za Ernsta Fischera, przywódcę rewolucyjnego skrzydła Socjaldemokratycznej Partii Austrii, poetę i dramatopisarza. Za jego pośrednictwem zetknęła się z marksizmem i środowiskiem austriackiej rewolucyjnej lewicy. Ideologię marksistowską poznała głównie poprzez lekturę tekstów Lwa Trockiego.
W 1934 r. małżeństwo wyjechało z Austrii do Czechosłowacji po klęsce zbrojnego wystąpienia sił republikańskich i lewicowych przeciwko austrofaszystowskiemu rządowu Engelberta Dollfussa. Następnie udali się do ZSRR. Ernst Fischer pracował dla Kominternu jako dziennikarz, natomiast Ruth von Mayenburg została agentką radzieckiego wywiadu wojskowego (Razwiedupr). W takim charakterze została skierowana do Niemiec jako Ruth Wieden. Wykonywała zadania dla wywiadu radzieckiego w Niemczech przez trzy kolejne lata, do momentu, gdy oficerowie, którzy kierowali jej pracą padli ofiarą stalinowskiej wielkiej czystki. W 1938 r. von Mayenburg, która wcześniej otrzymała stopień wojskowy majora wróciła do ZSRR. Nie otrzymała żadnego nowego stanowiska ani zadań. Zamieszkała z mężem w moskiewskim hotelu Lux, gdzie żyli pracownicy Kominternu i komuniści zmuszeni do emigracji ze swoich krajów.  
W czasie II wojny światowej była zaangażowana w pracę propagandową w Armii Czerwonej, nagrywała propagandowe audycje radiowe w języku niemieckim. Wyjeżdżała też na front, by przez radio zwracać się do żołnierzy niemieckich w ich języku i wzywać do występowania przeciwko Hitlerowi. Ewakuowana do Ufy w październiku 1941 r. razem z pozostałymi mieszkańcami hotelu Lux, wróciła podobnie jak oni do Moskwy w 1942 r. Po wojnie zamieszkała w Austrii. Pozostawała członkinią Komunistycznej Partii Austrii do lat 50. XX wieku, gdy zaprzestała płacenia składek i została z tego powodu zawieszona w prawach członka. Nigdy jednak otwarcie nie zerwała z komunistycznymi poglądami, utrzymywała kontakty z działaczami, których poznała w Moskwie.
W 1954 r. rozwiodła się z Ernstem Fischerem. Z pierwszym mężem miała córkę Marinę Fischer-Kowalski. Następnie wyszła po raz drugi za mąż za konserwatywnego dziennikarza Kurta Diemana-Dichtla.
Wydała wspomnienia Blaues Blut und rote Fahnen oraz Hotel Lux w których opisała życie codzienne czołowych działaczy Kominternu oraz komunistycznych emigrantów z Europy w Moskwie. Oddała w nich atmosferę panującą w hotelu Lux podczas wielkiej czystki, gdy wielu jego mieszkańców zostało aresztowanych.
Jej portret pędzla Rudolfa Hausnera, namalowany w 1951 r. znajduje się w zbiorach wiedeńskiego Belwederu.